# الروداني (السيلوري)
الروداني (باللاتينية: Rhuddanian)، وهي أول مرحلة من فترة اللاندوفري من العصر السيلوري، حيث امتدت من 443.1  ± 0.9 إلى 440.5  ± 1.0 مليون سنة مضت، لمدة 2.6 مليون سنة تقريبا.

## التسمية
يعود مصطلح الروداني إلى قرية رودان بالقرب من لاندوفري في ويلز المملكة المتحدة. تم اقتراح الاسم عام 1971 من قبل مجموعة جيولوجيين بريطانيين.

## المقطع النموذجي
تقع نقطة ومقطع طبقة الحدود العالمية (GSSP) لبداية الروداني في «قطاع دوبيس لين» (55°26′24″N 3°16′12″W / 55.4400°N 3.2700°W) بالقرب من موفات في المرتفعات الجنوبية باسكتلندا، المملكة المتحدة. وتقع على ارتفاع 1.6 متر فوق قاعدة تكوين طفل بيركيل الصخري. تم تعريف قاعدة الروداني بأول ظهور لأنواع الجرابتوليت اكيدوغرابتوس اسينسوس (Akidograptus ascensus) وباراكيدوغرابتوس اكوميناتوس (Parakidograptus acuminatus). وتم تعريف حدوده العلوية بأول ظهور لأنواع الجرابتوليت الخطيات الأحادية استيروس سيكونس (Monograptus austerus sequens).